# Wesley Pardin
Wesley Pardin (* 1. Januar 1990 in Le Lamentin, Martinique) ist ein französischer Handballspieler.

## Karriere

### Verein

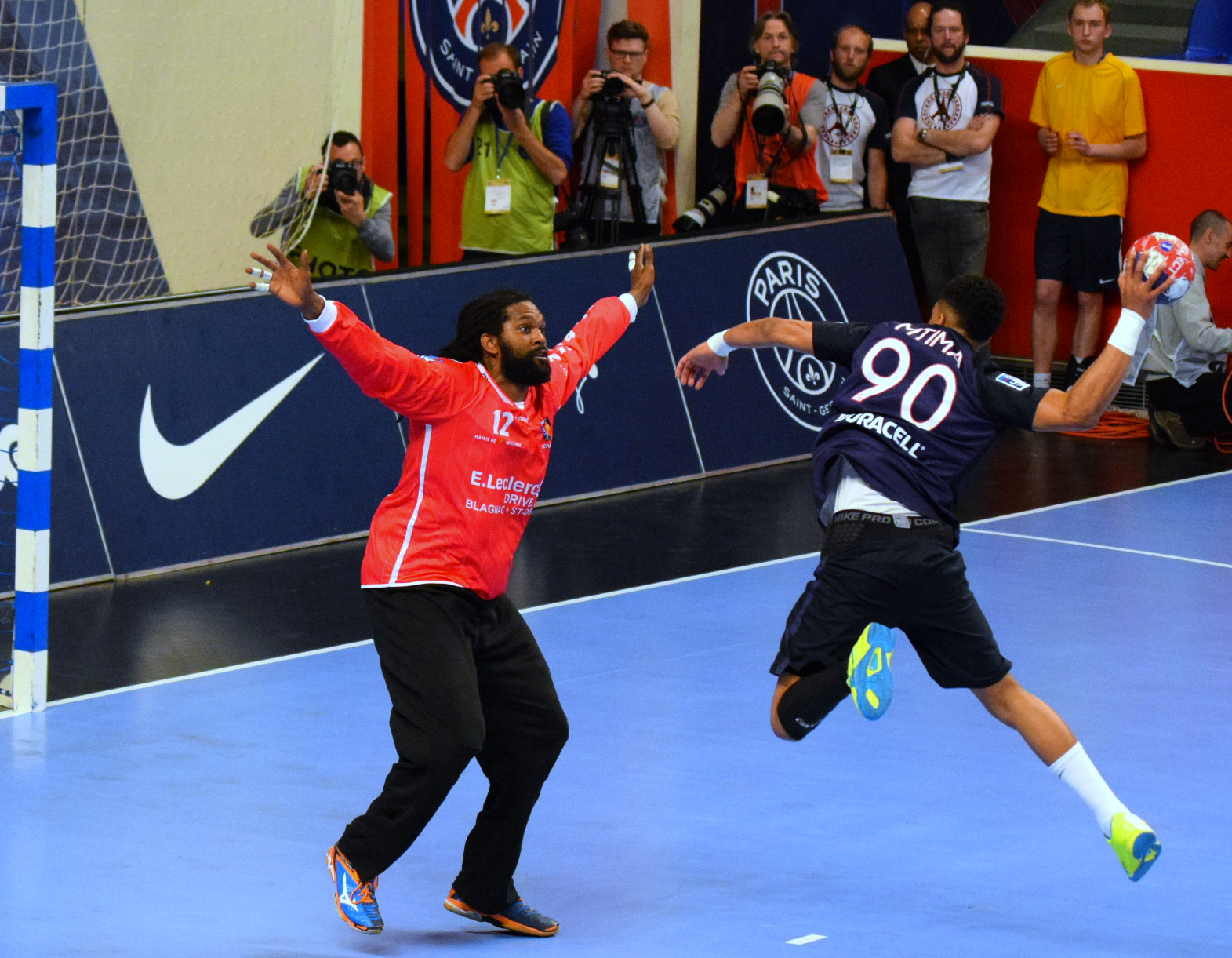
Wesley Pardin (li.) im Duell mit Jeffrey M’Tima (2016)

Wesley Pardin stammt von der Insel Martinique, wo er zunächst als Fußballtorwart aktiv war. Mit zwölf Jahren wechselte er zum Handball. Im Jahr 2006 zog er auf das französische Festland und spielte in der Jugend und der zweiten Mannschaft von Toulouse Handball. Nach seinem Erstligadebüt in der Saison 2007/08 stand der 1,95 m große Torwart ab 2008 im Kader der Profimannschaft in der Ligue Nationale de Handball (LNH). Größter Erfolg in der Liga war der fünfte Platz in der Saison 2013/14, durch den man sich für den EHF-Pokal qualifizierte. Im EHF-Pokal 2014/15 schied die Mannschaft in der zweiten Runde aus. In der Coupe de France 2010/11 erreichte er mit Toulouse das Halbfinale, in der Coupe de la Ligue 2014/15 das Finale. Ab 2017 stand Pardin beim Erstligisten Pays d’Aix UC unter Vertrag, mit dem er in der Saison 2021/22 den dritten Platz in der LNH belegte. Zudem nahm er in jeder Saison am EHF-Pokal bzw. dem Nachfolgewettbewerb EHF European League teil. Im Sommer 2024 schloss er sich dem Ligakonkurrenten USAM Nîmes Gard an.

### Nationalmannschaft
In der französischen A-Nationalmannschaft debütierte Pardin beim 32:29-Sieg gegen Norwegen am 2. November 2013 in Oslo. Bei der Europameisterschaft 2020 ersetzte er Yann Genty nach dem ersten Spiel und belegte mit Frankreich am Ende den 7. Platz. Bei der Weltmeisterschaft 2021 zog er sich im Spiel gegen die Schweiz eine schwere Knieverletzung zu und fiel für acht Monate aus. Nach Gentys Rücktritt nach dem Gewinn der Olympischen Spiele in Tokio 2021 wurde Pardin als zweiter Torwart hinter Vincent Gérard für die Europameisterschaft 2022 nominiert. Er stand bei den ersten acht Spielen im Aufgebot und wurde vor dem Spiel um Bronze, das gegen Dänemark verloren ging, durch Rémi Desbonnet ersetzt. Insgesamt bestritt er 34 Länderspiele.

## Privates
Pardin ist Vater von Drillingen.